# Molophilus (Molophilus) triepiurus
Molophilus (Molophilus) triepiurus is een tweevleugelige uit de familie steltmuggen (Limoniidae). De soort komt voor in het Australaziatisch gebied.